# Línea 57A (RTP)
La línea 57A del RTP de la Ciudad de México une Cuatro Caminos con Constitución de 1917. El tipo de servicio de la línea es de Expreso y Nochebús.

## Recorrido y paradas
Las paradas de la línea son:
| Paradas en sentido Constitución de 1917 a Cuatro Caminos: |
| - Constitución de 1917 - La Coca - CRIT Teletón - Reclusorio Oriente - Avenida Tláhuac - Canal de Chalco - Parque Ecológico - Cafetales - Glorieta Vaqueritos - Periférico - Viaducto Tlalpan - Calzada de Tlalpan - Gran Sur - Perisur - Picacho - Hospital de Pemex - Luis Cabrera - San Jerónimo - Altavista - Barranca del Muerto - La Castañeda - San Antonio - Calle Cuarto - Avenida Observatorio - Constituyentes - Palmas - Ejército Nacional - Legaria - Cuatro Caminos |

| Paradas en sentido Cuatro Caminos a Constitución de 1917: |
| - Cuatro Caminos - Legaria - Ejército Nacional - Palmas - Constituyentes - Avenida Observatorio - Calle Cuarto - San Antonio - La Castañeda - Barranca del Muerto - Altavista - San Jerónimo - Luis Cabrera - Hospital de Pemex - Picacho - Perisur - Gran Sur - Calzada de Tlalpan - Viaducto Tlalpan - Periférico - Glorieta Vaqueritos - Cafetales - Parque Ecológico - Canal de Chalco - Avenida Tláhuac - Reclusorio Oriente - CRIT Teletón - La Coca - Constitución de 1917 |